# Pyrola chlorantha
El peralito o Pyrola chlorantha es una especie de la familia de las ericáceas.

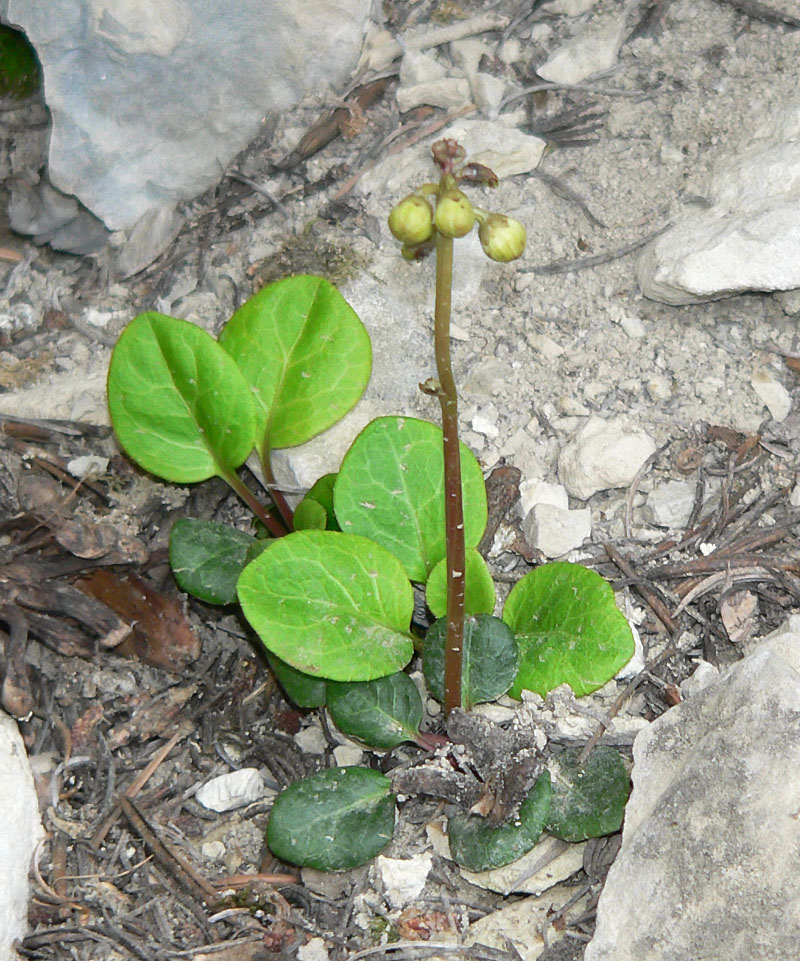
Vista de la planta en su hábitat

## Descripción
Tallo de hasta 30 cm, de hojas oblongo-ovadas, de dientes redondeados, verde pálido por encima, oscuro por debajo; pecíolo más largo que la lámina. Flores verdeamarillentas, ampliamente acampanadas, de 8-12 mm de diámetro, en una inflorescencia espiciforme terminal. Estilo más largo que los pétalos, curvos. Florece a final de primavera y en verano.

## Hábitat
Bosques de coníferas, rocas.

## Distribución
Bélgica, Dinamarca, Finlandia, Francia, Alemania, Noruega, Suecia, Austria, Bulgaria, República Checa, Eslovaquia, Grecia, Suiza, España, Hungría, Italia, Serbia, Eslovenia, Croacia, Bosnia y Herzegovina, Macedonia, Polonia, Rumanía y Rusia.

## Taxonomía
Pyrola chlorantha fue descrita por Peter Olof Swartz y publicado en Kongl. Vetenskaps Academiens Nya Handlingar 31(3): 190–198, pl. 5. 1810.
Etimología
Pyrola: nombre genérico que deriva del latín y significa "pequeña pera", en referencia a la forma de sus hojas.
chlorantha: epíteto latíno que significa "con flores verdes".
Sinonimia
- Pyrola oxypetala Austin ex A.Gray
- Pyrola solunica S.D. Zhao
- Pyrola virens Schweigg. & Körte
- Pyrola virens var. saximontana (Fernald) Fernald
- Pyrola virescens auct.
- Thelaia chlorantha (Sw.) Alef.[5]